# Kluczynski Federal Building
Het Kluczynski Federal Building is een wolkenkrabber in Chicago, Verenigde Staten. De bouw van het kantoorgebouw begon in 1966 en werd in 1975 voltooid. Het staat op 230 South Dearborn Street.

## Ontwerp
Het Kluczynski Federal Building is 166,12 meter hoog en telt 45 verdiepingen. Het is door Ludwig Mies van der Rohe in de Internationale Stijl ontworpen en bevat overheidskantoren. Het gebouw heeft een oppervlakte van 139.353 vierkante meter.
Het gebouw is vernoemd naar John C. Kluczynski. Het noordelijke plaza bevat het sculptuur "Flamingo", van Alexander Calder. Het is gemaakt van rood staal. Het gebouw wordt ook wel John C. Kluczynski Office Tower genoemd.